# San Clemente de Llobregat
San Clemente de Llobregat (oficialmente en catalán: Sant Climent de Llobregat) es una localidad y municipio español situado en la comarca del Bajo Llobregat, en la provincia de Barcelona, comunidad autónoma de Cataluña. Pertenece al área metropolitana de Barcelona.

## Geografía
Situado a tan solo 20 km del centro de Barcelona, se encuentra en el valle de las rieras de Les Comes, del Querol y de Salom, y rodeado por las montañas del Montbaig (ermita de San Ramón), Pedres Blanques, Costa Fustera, Coll de la Creu y el Padró.
El municipio es atravesado por las carreteras BV-2004, que lo comunica con San Baudilio de Llobregat (al este) y la BV-2003 que lo comunica con Viladecans (al sur). Está comunicado por caminos y pistas forestales con Torrellas de Llobregat, Gavá y Begas.
También es atravesado por la riera de Sant Llorenç.

## Historia
Es un pueblo milenario (la documentación más antigua data del año 970) entre cuyos monumentos destaca la iglesia construida en el siglo X, que aunque sometida a diversas reformas, la última en el siglo XVIII, conserva el único campanario románico de la comarca, y el Museo de "Eines del Pagès" donde se exponen diferentes herramientas de trabajo tradicionales de un pueblo rural.
La actividad más destacable es el cultivo de cerezas apreciadas por su calidad en toda la región. Relacionada con esta práctica, el primer fin de semana de junio se celebra la "Festa de les Cireres" (Fiesta de las Cerezas), exposición de reconocido prestigio en la que se pueden conocer y comprar las diferentes variedades de frutos de los cerezos que marcan la personalidad de este pueblo.

## Símbolos
- El escudo de San Clemente de Llobregat se define por el siguiente blasón:

«Escudo losanjado: de gules, una ancla de oro. Por timbre una corona mural de pueblo.»
Fue aprobado el 16 de junio de 1983.

## Demografía
San Clemente de Llobregat cuenta con una población de 4182 habitantes (INE 2024).
| Gráfica de evolución demográfica de San Clemente de Llobregat entre 1842 y 2021 |
| |
| Población de derecho según los censos de población del INE. Población de hecho según los censos de población del INE.En estos censos se denominaba San Clemente de Llobregat: 1842, 1857, 1860, 1877, 1887, 1897, 1900, 1910, 1920, 1930, 1940, 1950, 1960, 1970 y 1981. |

## Transporte
Una línea interurbana, la L88 es la única que comunica el municipio con la estación de Viladecans, donde se puede tomar un tren de cercanías u otros autobuses. El primer bus que viene a San Clemente de Llobregat es a las 06:25, van subiendo cada treinta minutos, y el último baja del pueblo a las 22:00.